# Караванинг
Караванинг (от англ. caravaning, синоним: эрвинг, RVing — производный глагол от англ. recriational vehicle) — изначально конный, а ныне почти исключительно автомобильный туризм, путешествие с проживанием в автодомах или автоприцепах.
Караванинг является одним из самых популярных видов автомобильного туризма для жителей Европы и США, где хорошо развита система кемпингов.
Некоторые туристы, путешествующие таким способом, традиционно отмечают свой праздник 24-го сентября, в день караванера.
В России День Караванера имеет более узконаправленную целевую аудиторию, не имеет жёсткой привязки к определённой дате и отмечается в начале летнего сезона путешествий.